# MTV Europe Music Awards 2011
MTV EMAs 2011 — церемонія нагородження MTV Europe Music Awards, проходила в столиці Північної Ірландії Белфасті, в неділю, 6 листопада 2011 року, на Odyssey Arena в районі Titanic Quarter, ведучими якої були Селена Гомес і Пол Кларк. Окремі частини церемонії проходили також у Ulster Hall та Belfast City Hall.
19 вересня 2011 року MTV Networks International оголосив номінантів 2011 року. Lady Gaga була представлена у шести номінаціях, Кеті Перрі і Бруно Марс — у п'ятьох та Брітні Спірс, Thirty Seconds to Mars і Адель — у трьох номінаціях. Lady Gaga стала найбільшим переможцем того вчора, здобувши 4 нагороди. Іншими переможцями стали, зокрема, Thirty Seconds to Mars, Бруно Марс і Джастін Бібер, отримавши по дві нагороди.
Під час шоу Селена Гомес повідомила, що MTV отримала 154 мільйони голосів від людей по всьому світу в процесі голосування. Гурт Queen отримала нагороду «Ікона світового масштабу» від Кеті Перрі, і група закрила церемонію нагородження, виконавши з Адамом Ламбертом в якості вокаліста сингли «The Show Must Go On», «We Will Rock You» і «We Are the Champions».

## Номінації
Переможців виділено Жирним.

### Найкраща пісня
- Адель — «Rolling in the Deep»
- Бруно Марс — «Grenade[en]»
- Дженніфер Лопес (за участі Pitbull) — «On the Floor[en]»
- Кеті Перрі — «Firework»
- Lady Gaga — «Born This Way»

### Найкраще відео
- Адель — «Rolling in the Deep»
- Beastie Boys — «Make Some Noise[en]»
- Бейонсе — «Run the World (Girls)[en]»
- Justice — «Civilization[en]»
- Lady Gaga — «Born This Way»

### Найкраща співачка
- Адель
- Бейонсе
- Дженніфер Лопес
- Кеті Перрі
- Lady Gaga

### Найкращий співак
- Бруно Марс
- Девід Гетта
- Eminem
- Джастін Бібер
- Каньє Вест

### Найкращий новий виконавець
- Бруно Марс
- Far East Movement[en]
- Джессі Джей
- LMFAO
- Wiz Khalifa

### Найкращий поп-виконавець
- Брітні Спірс
- Джастін Бібер
- Ріанна
- Lady Gaga
- Кеті Перрі

### Найкращий рок-виконавець
- Coldplay
- Foo Fighters
- Kings of Leon
- Linkin Park
- Red Hot Chili Peppers

### Найкращий альтернативний виконавець
- Thirty Seconds to Mars
- Arcade Fire
- Arctic Monkeys
- My Chemical Romance
- The Strokes

### Найкращий хіп-хоп виконавець
- Eminem
- Jay-Z та Каньє Вест
- Lil Wayne
- Pitbull
- Snoop Dogg

### Найкращий концертний виконавець
- Coldplay
- Foo Fighters
- Кеті Перрі
- Lady Gaga
- Red Hot Chili Peppers

### Найкращий виконавець проекту "Worldstage"[en]
- Thirty Seconds to Mars
- Arcade Fire
- The Black Eyed Peas
- Dirty Money
- Енріке Іглесіас
- Kings of Leon
- Linkin Park
- My Chemical Romance
- Оззі Осборн
- Snoop Dogg

### Найкращий Push-виконавець
- Алексіс Джордан
- Big Time Rush
- Бруно Марс
- Far East Movement[en]
- Джессі Джей
- Кеті Бі[en]
- LMFAO
- Neon Trees
- Скайлар Грей
- Теофіл Лондон[en]
- Wiz Khalifa

### Найкращі фанати
- Thirty Seconds to Mars
- Джастін Бібер
- Paramore
- Селена Гомес
- Lady Gaga

### Найкращий міжнародний виконавець[en]
- Restart[en]
- Big Bang
- Лена
- Брітні Спірс
- Abd El Fattah Grini

## Спеціальні нагороди

### Voices Award[en]
- Джастін Бібер

### Ікона світового масштабу[en]
- Queen

## Регіональні номінації

#### Найкращий британський-ірландський виконавець[en]
- Адель
- Coldplay
- Florence and the Machine
- Джессі Джей
- Kasabian

#### Найкращий данський виконавець[en]
- L.O.C.[en]
- Медіна
- Nik & Jay[en]
- Расмус Зебах[en]
- Rune RK[en]

#### Найкращий фінський виконавець[en]
- Анна Абреу[en]
- Children of Bodom
- Haloo Helsinki!
- Лаурі Юльонен
- Sunrise Avenue

#### Найкращий норвезький виконавець[en]
- Erik og Kriss[en]
- Eva & the Heartmaker[en]
- Jaa9 & OnklP[en]
- Джарл Бернгофт[en]
- Madcon

#### Найкращий шведський виконавець[en]
- Ерік Амарілло[en]
- Мохомбі
- Робін
- Swedish House Mafia
- Вероніка Маджіо

#### Найкращий німецький виконавець[en]
- Beatsteaks
- Clueso[en]
- Culcha Candela[en]
- Frida Gold
- Лена

#### Найкращий італійський виконавець[en]
- Фабрі Фібра[en]
- Джованотті
- Moda
- Negramaro[en]
- Verdena

#### Найкращий голландський виконавець[en]
- Афроджек
- Baskervilles[en]
- Бен Сондерс[en]
- De Jeugd van Tegenwoordig[en]
- Go Back to the Zoo[en]

#### Найкращий бельгійський виконавець[en]
- Deus[en]
- Goose[en]
- Stromae
- The Subs
- Triggerfinger[en]

#### Найкращий французький виконавець[en]
- Ben l'Oncle Soul[en]
- Девід Гетта
- La Fouine[en]
- Мартін Сольвейг
- Сопрано

#### Найкращий польський виконавець[en]
- Afromental
- Дода
- Ева Фарна
- Моніка Бродка
- Myslovitz

#### Найкращий іспанський виконавець[en]
- El Pescao[en]
- Nach
- Russian Red[en]
- Vetusta Morla
- Zenttric

#### Найкращий російський виконавець
- Градуси
- Каста
- Мачете
- Нюша
- Тіматі

#### Найкращий румунський виконавець[en]
- Александра Стан
- Fly Project
- Guess Who[en]
- Puya
- Smiley[en]

#### Найкращий португальський виконавець[en]
- Amor Electro[en]
- Ауреа
- Дієго Міранда
- Expensive Soul[en]
- The Gift[en]

#### Найкращий адріатичний виконавець[en]
- Dubioza Kolektiv
- Hladno pivo
- Magnifico[en]
- S.A.R.S.[en]
- SevdahBABY

### Найкращий угорський виконавець[en]
- Bin Jip
- Compact Disco
- Fish!
- Punnany Massif
- The Carbonfools

### Найкращий турецький виконавець[en]
- Атіє Деніз[en]
- Cartel[en]
- Duman[en]
- Хадісе
- Mor ve Ötesi

### Найкращий український виконавець
- Джамала
- Іван Дорн
- Kazaky
- Макс Барських
- Sirena

### Найкращий грецький виконавець[en]
- Κokkina Halia
- Марк Ф. Анджело за участі Шаї[en]
- Melisses
- Onirama
- Панос Музуракіс за участі Костіса Маравеяса

### Найкращий ізраїльський виконавець[en]
- Izabo
- Ліран Даніно
- Саріт Хадад
- The Walking Man
- The Young Professionals[en]

### Найкращий швейцарський виконавець[en]
- Адріан Штерн
- Baschi
- Gimma[en]
- Myron
- TinkaBelle

### Найкращий чеський-словацький виконавець[en]
- Бен Крістовао
- Charlie Straight
- Debbi
- PSH
- Rytmus

## Міжнародні номінації

### Найкращий європейський виконавець[en]
- Адель
- Александра Стан
- Атіє Деніз[en]
- Ауреа
- Бен Сондерс[en]
- Charlie Straight
- Compact Disco
- Deus[en]
- Dubioza Kolektiv
- Eva & the Heartmaker[en]
- Ева Фарна
- Gimma[en]
- La Fouine[en]
- Лаурі Юльонен
- Лена
- Марк Ф. Анджело та Шаї[en]
- Медіна
- Moda
- Нюша
- Russian Red[en]
- Sirena
- Swedish House Mafia
- The Young Professionals[en]

### Найкращий виконавець Африки, Середнього Сходу та Індії[en]
- Абдельфаттах Гріні
- Black Coffee[en]
- Cabo Snoop
- Фалі Іпупа[en]
- Scribe[es]
- Wizkid[en]

### Найкращий виконавець Азії та Океанії[en]
- Агнеса Моніка
- Big Bang
- Exile[en]
- Готьє
- Джейн Чжан[en]
- Джей Чоу
- Sia

### Найкращий виконавець Латинської Америки[en]
- Adammo[en]
- Babasonicos[en]
- Belanova[en]
- Calle 13[en]
- Don Tetto[en]
- No Te Va Gustar[en]
- Panda[en]
- Restart[en]
- Сеу Джордж
- Zoe[en]

### Найкращий виконавець Північної Америки[en]
- Бейонсе
- Брітні Спірс
- Бруно Марс
- Foo Fighters
- Джастін Бібер
- Кеті Перрі
- Lady Gaga
- Lil Wayne

## Виступи

### Пре-шоу
- Джейсон Деруло — «It Girl[en] / In My Head[en]»

### Головне шоу
- Coldplay — «Every Teardrop Is a Waterfall»
- LMFAO (за участі Лорен Беннетт[en] та GoonRock[en]) — «Party Rock Anthem»
- Бруно Марс — «Marry You[en]»
- Джессі Джей (за участі Пола Кларка[en]) — «Price Tag[en]»
- Red Hot Chili Peppers — «The Adventures of Rain Dance Maggie[en]»
- Lady Gaga — «Marry the Night»
- Selena Gomez & the Scene — «Hit the Lights[en]»
- Snow Patrol — «Called Out in the Dark[en]»
- Джастін Бібер — «Mistletoe / Never Say Never»
- Девід Гетта (за участі Тайо Круза, Ludacris та Джессі Джей) — «Sweat (ремікс Девіда Гетти[en] / Little Bad Girl[en] / Without You[en]»
- Queen + Адам Ламберт — «The Show Must Go On / We Will Rock You / We Are the Champions»

### Цифрове шоу
- Snow Patrol — «This Isn't Everything You Are[en]»
- Джейсон Деруло — «Don't Wanna Go Home[en]»
- Pendulum — «Stay Too Long[en]» (з Plan B) / «Watercolour[en]»
- Does It Offend You, Yeah?[en] — «Let's Make Out / Being Bad Feels Pretty Good / Battle Royale / With A Heavy Heart (I Regret To Inform You) / We Are Rockstars[en]»

## Учасники шоу
- Луїза Роу[en] та Тім Кеш[en] — ведучі червоної доріжки
- Ніколь Поліцці[en] та Дженніфер Фарлі[en] — оголошення номінації «Найкращий концертний виконавець»
- Девід Гассельгофф — оголошення номінації «Найкраща співачка»
- Кеті Перрі — оголошення номінації «Ікона світового масштабу»
- Ешлі Рікардс та Шеймус — оголошення номінації «Найкращий співак»
- Емі Лі — представила виступ Red Hot Chili Peppers
- Джеремі Скотт[en] та From Above — оголошення номінації «Найкращий новий виконавець»
- Гейден Панеттьєр та Пол Кларк[en] — оголошення номінації «Найкраща пісня»
- Малкольм Джамал Ворнер та Трейсі Елліс Росс — оголошення номінації «Найкращий міжнародний виконавець»
- Джессі Джей — представила триб'ют Емі Вайнгауз
- Бар Рафаелі та Ірина Шейк — оголошення номінації «Найкраще відео»